# Бубнов, Леонид Кузьмич
Леонид Кузьмич Бубнов (1908, Киев, Российская империя — неизвестно, Донецк, Украинская ССР) — сталевар мартеновского цеха Сталинского металлургического завода имени Сталина, Сталинская область, Украинская ССР. Герой Социалистического Труда (1958).

## Биография
В середине 1920-х годов прибыл в Юзовку, где трудился в мартеновском цехе местного металлургического завода имени Сталина. Прошёл рабочий путь от третьего подручного до сталевара в 1930-х годах. После освобождения Донбасса от немецкой оккупации в сентябре 1943 года восстанавливал разрушенное производство.
Ежегодно показывал высокие трудовые результаты. За выдающиеся трудовые достижения по итогам работы в 1953 году и за 25-летний трудовой стаж был награждён Орденом Ленина.
Указом Президиума Верховного Совета СССР от 19 июля 1958 года удостоен звания Героя Социалистического Труда за «выдающиеся успехи, достигнутые в деле развития чёрной металлургии» с вручением ордена Ленина и золотой медали «Серп и Молот» (№ 9297).
Этим же указом званием Героя Социалистического Труда был награждён вальцовщик Сталинского металлургического завода Кузьма Андреевич Петрухин.
Трудился на Донецком металлургическом заводе до выхода на пенсию. Проживал в Донецке. Дата смерти не установлена.
Награды
- Герой Социалистического Труда
- Орден Ленина — дважды (24.02.1954; 1958)
- Орден Трудового Красного Знамени (05.05.1949)
- Орден «Знак Почёта» (06.12.1957)